# Alleanza per la creatività ed intrattenimento
L'Alleanza per la Creatività e l'Intrattenimento (in inglese Alliance for Creativity and Entertainment, ACE) è un’associazione che raccoglie le più grandi industrie del settore dell’intrattenimento con l'obiettivo di combattere la pirateria online e difendere il mercato legale dei contenuti creativi.
Le 30 compagnie coinvolte nell’iniziativa sono: Amazon, AMC Networks, BBC Worldwide, Bell Canada e Bell Media, Canal+ Group, CBS Corporation, Constantin Film, Foxtel, Grupo Globo, HBO, Hulu, Lionsgate, Metro-Goldwyn-Mayer (MGM), Millennium Media, NBCUniversal, Netflix, Paramount Pictures, SF Studios, Sky, Sony Pictures Entertainment, Star India, Studio Babelsberg, STX Entertainment, Telemundo, Televisa, Twentieth Century Fox, Univision Communications Inc., Village Roadshow, The Walt Disney Company, e Warner Bros. Entertainment Inc.
L'organizzazione ha in progetto di condurre ricerche sulla pirateria online, rinforzare le leggi al riguardo, citare in giudizio le iniziative di pirateria e di “perseguire accordi volontari fra parti responsabili all'interno dell'ecosistema di internet”, come i motori di ricerca e i fornitori di banda larga. L'alleanza si promuove anche di garantire una collaborazione fra le diverse parti interessate.
Alan Braverman, avvocato e dirigente per la Disney, ha annunciato: “l'ACE aiuterà a proteggere la Disney e assicurare che il pubblico possa continuare ad usufruire di contenuti ad alta qualità. L'associazione sostiene e amplifica i nostri sforzi nel guadagnare profitti distruggendo l’attività illegale delle imprese che traggono guadagno dal distribuire contenuti protetti dal diritto d’autore e promuovendo un mercato legale in cui far veicolare queste opere.
L’avvocato di Netflix ha commentato: “ L'Alleanza sta fornendo agli utenti esperienze tali da scoraggiare l’uso dei canali illegali” e aggiunge che “Unendosi in un'unica organizzazione, le aziende lavoreranno insieme, scambiando conoscenze e rafforzando di certo la forza nell'azione anti pirateria”.
Jonathan Anschell, un altro dirigente e avvocato della CBS, ha parlato della coalizione dicendo: “In questa epoca è più che mai importante occuparsi della protezione del diritto d’autore. Affinché la comunità dei creativi possa continuare a fiorire si deve essere certi che il suo lavoro sia protetto dal furto”.